# Amerikai filmművészet
Ez a szócikk az Amerikai Egyesült Államok filmgyártásáról és filmművészetéről szól.

## Az amerikai film kezdetei

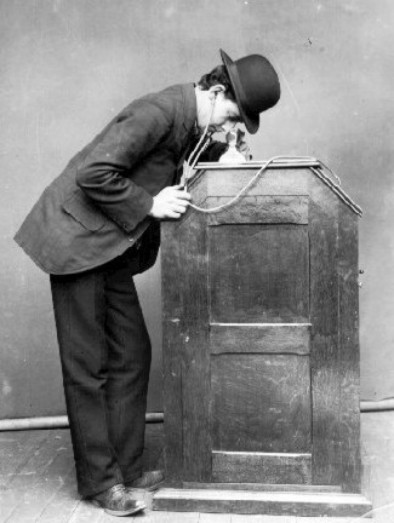
Edison Kinetophone-ja, 1895

A világ első egyszemélyes filmvetítő készülékét, a kinetoszkóp nevű eszközt Thomas Alva Edison találta fel 1888-ban, amit nemsokára az eszköz hangzó változata, a Kinetophone is követett. A készülékkel mozgófilmeket lehetett megtekinteni celluloid filmszalagok leforgatása segítségével. A filmek sorozatgyártására 1893-ban Edison New Yorkban felépítette a Black Maria („Fekete Mária”) nevű első filmes műtermet. Az egyszemélyes mozit hamarosan követte a csoportos filmvetítés európai feltalálása. A Lumière fivérek párizsi bemutatója után egy évvel, 1896-ban azután már Edison is megrendezte az első amerikai nyilvános filmvetítést New Yorkban.

## Az amerikai filmgyártás története
Az amerikai filmgyártás kezdetekor New York volt a központ. A század első évtizedének vége felé egy bizonyos Motion Pictures Patent Company, amely amerikai és európai producereket gyűjtött össze, a filmipar monopolizációjára törekedett. Megpróbálták elérni, hogy csak a velük együttműködő vállalatok készíthessenek filmeket. Az ellenőrzés azonban kicsúszott a kezükből, és a Hollywoodban megalakult független filmes csoport megbuktatta a kísérletet.

### Hollywood
A hollywoodi filmgyártás az 1910-es évektől kezdve meghatározó eleme az amerikai filmiparnak, vezető szerepe pedig máig megmaradt. A hollywoodi gépezet nélkül minden bizonnyal nem tartana ott a filmtechnika, ahol.
1907-ben William N. Selig a Los Angeles melletti Hollywoodban megnyitotta mozgóképstúdióját. Hollywood növekedésében Cecile B. De Mille adott lendületet. Az Adolf Zukor által létrehozott Paramount Pictures, a Marcus Loew alapította későbbi MGM, valamint William Fox saját mozibirodalma rövid időn belül uralni kezdték az egész amerikai filmpiacot. Hollywoodban hatalmas, gyárszerű stúdiókba sűrítették a filmgyártást, és a gyártástól a reklámig, a forgalmazástól a bemutatásig az ipar minden ágazatát egyetlen vertikális szerkezetbe tömörítették, s ezzel létrehozták a modellt – a stúdiórendszert – amelyet a többi országnak utánoznia kell, ha versenyre akar kelni vele. A sztárrendszer (mely a mai Hollywood egyik legfontosabb tényezője) kialakulása szintén a húszas évekre tehető. A nagyvárosokban kiépített mozihálózataik évente több millió dolláros hasznot hajtottak, és gyakorlatilag behálózták egész Amerikát. 1920-ra már több mint 20 ezer mozi működött Amerika-szerte. A hangosfilm megjelenése csak tovább erősítette Hollywood uralmát. A 30-as és 50-es évek között az amerikai filmipar legsikeresebb alkotásai az Elfújta a szél, az Óz, a csodák csodája és a Ben-Hur voltak. Szintén sikeres műfajt jelentettek a filmmusical-ek, valamint Walt Disney egész estés klasszikus rajzfilmjei.

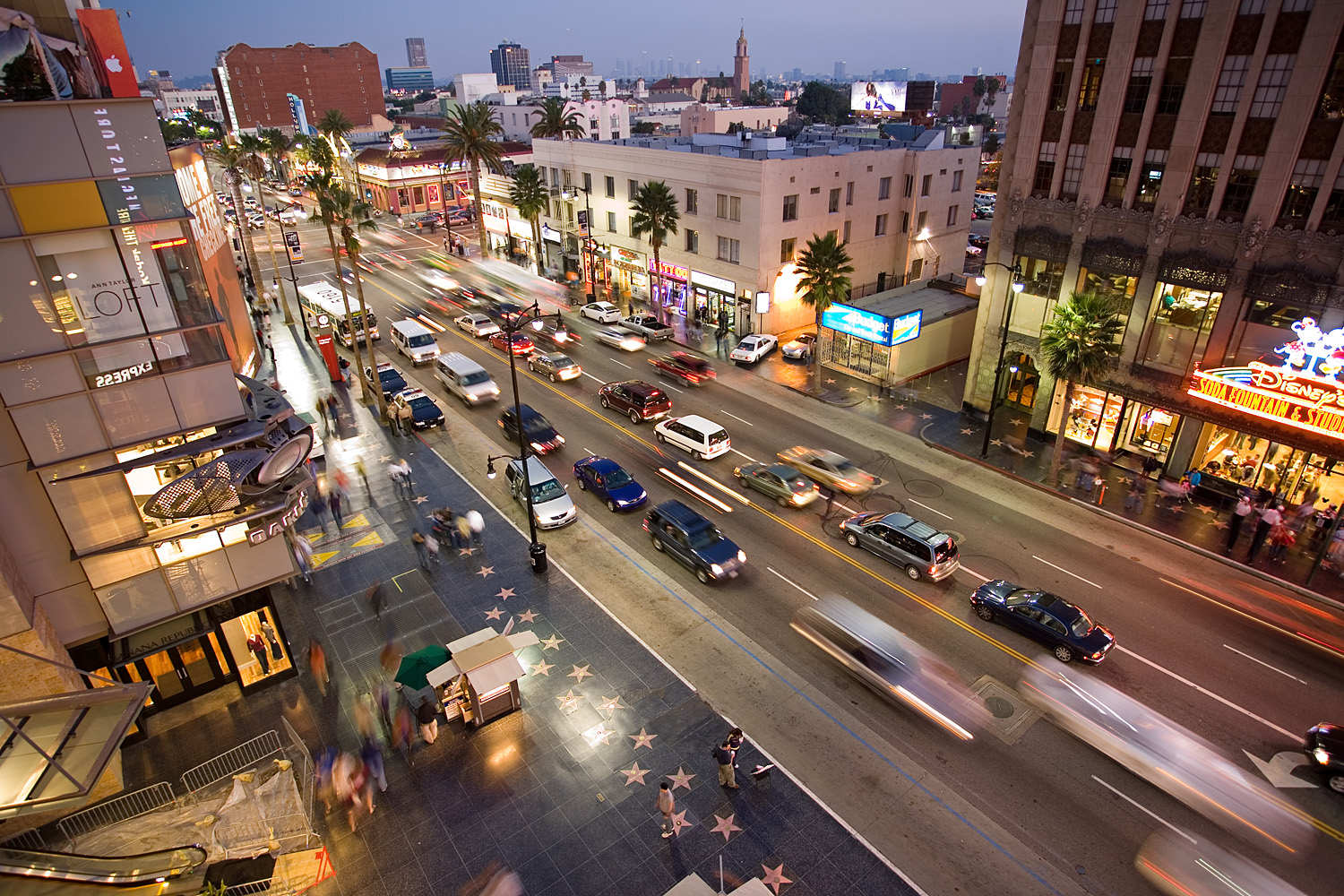
Hollywood napjainkban

A második világháború után kifejlesztették a szélesvásznú filmvetítési technikát. A televízió térhódítását felismerve a hollywoodi filmipar vezetői tömegével gyártották produkcióikat az új média részére is. Az 1970-es évektől a hollywoodi rendszer teljesen átalakult, és a korábbi, biztos hasznot hozó filmek helyett a kockázatosabb, de óriási nyereséggel kecsegtető különleges attrakciókra összpontosítottak. A változás Steven Spielberg 1975-ben forgatott Cápa című filmjével kezdődött. Ezt követte Francis Ford Coppola filmje, A Keresztapa, George Lucas elkészítette a Csillagok háborúját, a 80-as években pedig Lucas és Spielberg összefogásával elkészült az Indiana Jones: Az elveszett frigyláda fosztogatói. A 90-es évek óta Hollywood fő filmsikerei közé tartoznak az olyan szuperprodukciók, mint a Terminátor 2, a Mátrix, a Jurassic Park, a Titanic és A gyűrűk ura. Újabb fénykorukat élik a Disney-stúdió egész estés rajzfilmjei is.
A 20. század végére mind a nézők, mind a filmkészítők számára világossá vált, hogy a filmgyártás fő vonalát egyértelműen az amerikai film, egészen pontosan a hollywoodi filmgyártás képviseli. Ez egy dollármilliós költségvetésű, várhatólag milliókat hozó filmekre specializálódott műhely. A műfajt, sztorit, színészeket, technikai elemeket és – sokszor utolsóként – a rendezőt gondosan választják ki, mindent a gazdasági haszon érdekében.

### Független film
A 90-es évek óta egyre nagyobb sikert aratnak a hollywoodi stúdiók hatókörén kívül készülő úgynevezett amerikai független filmek. Alkotóik, a független filmrendezők ennek megfelelően általában jóval alacsonyabb költségvetéssel is dolgoznak. A hangsúlyt a színészi játék, rendezés, operatőri munka és forgatókönyv magas szakmai színvonalára, a kreativitásra és újító szellemre helyezik. A független film első nagy korszaka a 60-as években volt. A leghíresebb Dennis Hopper Szelíd motorosok című filmje volt. Az 1980-as évektől meghatározó szerepet játszott Jim Jarmusch, majd a 90-es évek elején sorra tűntek fel a független film újabb nagy tehetségei, Quentin Tarantino a nagy közönségsikert arató Ponyvaregény című filmjével, Steven Soderbergh a Szex, hazugság és videóval, Spike Lee pedig a Szemet szemért című alkotással. A változások szükségét felismerve ma már a legnagyobb hollywoodi filmstúdiók is saját leányvállalatokat létesítenek azért, hogy a független filmhez hasonló alkotások születését elősegítsék (például Fox Searchlight Pictures).

## Szakirodalom
- Truffaut: Hitchcock-Truffaut interjúkötet. Budapest: Pelikán - Magyar Filmintézet, 1996.
- Bokor Pál: A siker helye Hollywood (Atlantic Press Kiadó, 2008)
- Bokor Pál: A siker titka a sztár (Atlantic Press Kiadó, 2009)